# Estreito de Dover

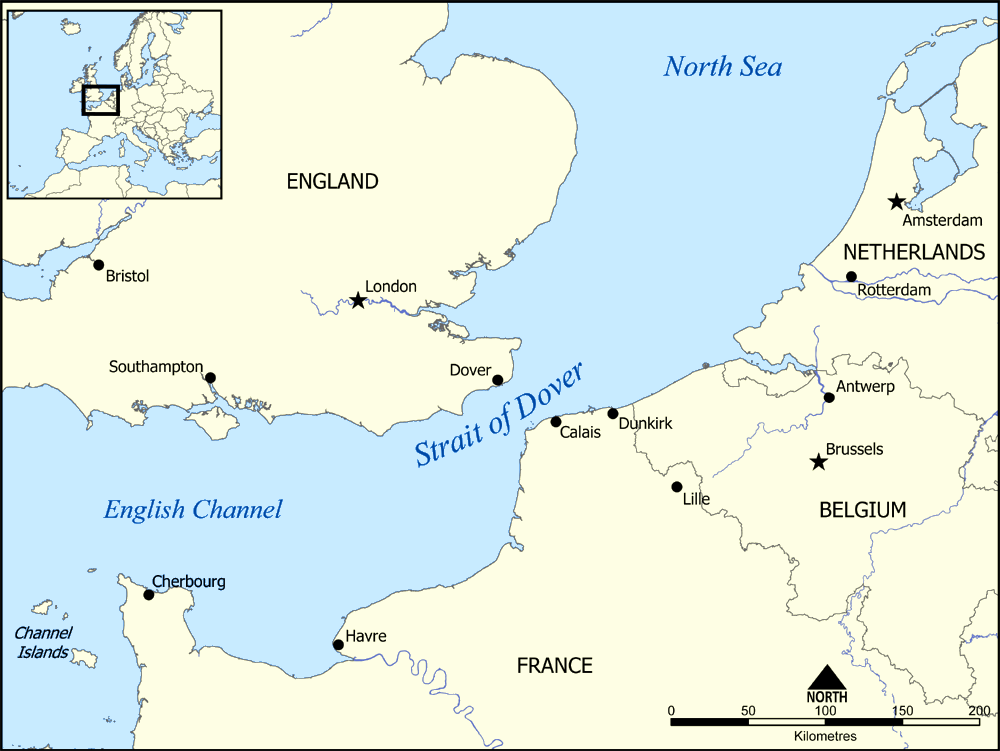
O estreito de Dôver ou passo de Calais

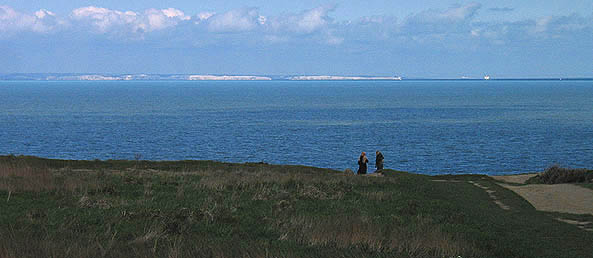
Vista da costa inglesa a partir do cabo Gris-Nez, Pas-de-Calais, França

O estreito de Dôver, estreito de Calais ou passo de Calais é o estreito situado na parte do canal da Mancha em que a Grã-Bretanha está mais próxima do continente europeu. Essa menor distância é de 33 km, entre South Foreland (3 km a nordeste da cidade de Dôver, no condado de Kent, Inglaterra) e o cabo Gris Nez (um promontório próximo da cidade de Calais, no departamento de Pas-de-Calais, em França). Entre os dois pontos estabeleceu-se uma rota popular para os nadadores que cruzam o canal. O estreito situa-se no extremo este do Canal da Mancha, onde este se une ao mar do Norte. Todo o estreito fica dentro das águas territoriais da França e do Reino Unido, mas existe um direito de passagem através da Convenção das Nações Unidas sobre o Direito do Mar, que permite o transporte sem restrições.
Em um dia claro, é possível ver a costa oposta da Inglaterra da França e vice-versa a olho nu, com a visão mais famosa e óbvia sendo os penhascos brancos de Dôver do litoral francês e dos edifícios da costa em ambos os litorais, bem como luzes em qualquer costa à noite, como no poema de Matthew Arnold, "Dover Beach".

## Tráfego marítimo

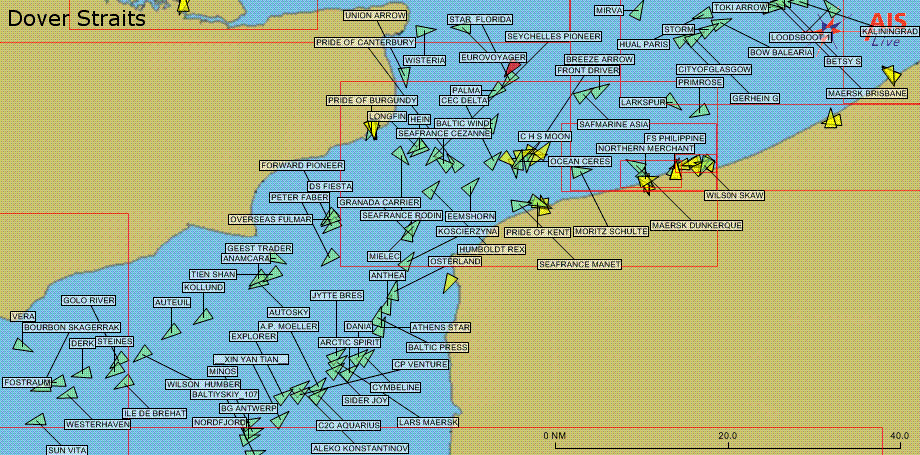
Automatic Identification System mostra o tráfego marítimo no estreito em 2006.

A maior parte do tráfego marítimo entre o Oceano Atlântico, o Mar do Norte e o Mar Báltico passa pelo Estreito de Dôver, em vez de seguir a rota mais longa e mais perigosa ao redor do norte da Escócia. O estreito é a via navegável internacional mais movimentada do mundo, usada por mais de 400 embarcações comerciais diariamente. Isso tornou a segurança no trânsito uma questão crítica, com a HM Coastguard e a Maritime Gendarmerie mantendo uma vigilância de 24 horas sobre o estreito e aplicando um regime estrito de rotas marítimas.
Além do tráfego intenso de nordeste a sudoeste, o estreito é atravessado de noroeste a sudeste por balsas que ligam Dôver a Calais e Dunquerque. Até 1994, estes forneciam a única rota através dele, exceto no transporte aéreo. O Eurotúnel agora oferece uma rota alternativa, atravessando o estreito a uma profundidade média de 45 m (148 pés) abaixo do fundo do mar.
A cidade de Dôver dá nome a uma das áreas marítimas da British Shipping Forecast.

## Formação geológica

Mapa mostrando a extensão hipotética de Doggerland (cerca de 10.000 a.C), que fornecia uma ligação terrestre entre a Grã-Bretanha e a Europa continental.

Acredita-se que o estreito tenha sido criado pela erosão de uma ponte terrestre que ligava Weald na Grã-Bretanha aos Boulonnais em Pas-de-Calais. A geologia predominante nos lados britânico e francês e no fundo do mar é de giz. Embora um pouco resistente à erosão, a erosão de ambas as costas criou os famosos penhascos brancos de Dôver no Reino Unido e o Cabo Gris-Nez na França. O Eurotúnel foi construído em uma área de giz sólido.
O Rio Reno (como o Urstrom) fluiu para o norte no Mar do Norte quando o nível do mar caiu durante o início da primeira Era do Gelo do Pleistoceno. O gelo criou uma represa da Escandinávia para a Escócia, e o Reno, combinado com o Rio Tâmisa e a drenagem de grande parte do Norte da Europa, criou um vasto lago atrás do bloco de gelo, que acabou derramando sobre Weald no Canal da Mancha. Esse canal de transbordamento se tornou o Estreito de Dôver há cerca de 425.000 anos.  Um canal estreito e profundo no meio do estreito era o leito do Reno na última era glacial. Um depósito geológico em East Anglia marca o antigo curso pré-glacial para o norte do Reno.

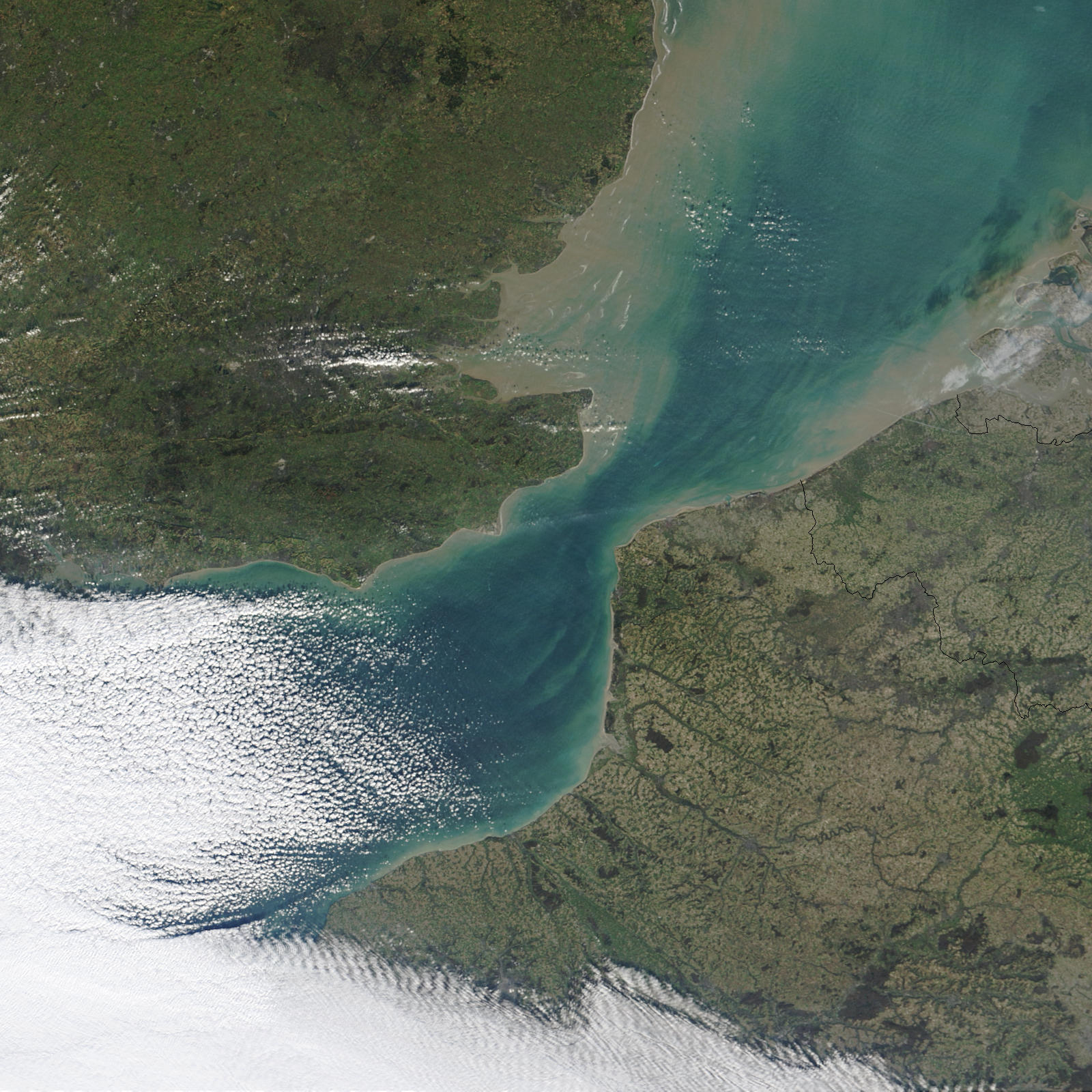
Imagem de satélite da NASA, dezembro de 2002.

Um estudo de 2007 concluiu que o Canal da Mancha era formado por erosão causada por duas grandes inundações. O primeiro ocorreu há cerca de 425.000 anos, quando um lago represado pelo gelo no sul do Mar do Norte transbordou e quebrou a faixa de giz Weald-Artois em um evento catastrófico de erosão e inundação. Depois, o Tâmisa e o Scheldt fluíram através da brecha para o Canal da Mancha, mas o rio Meuse e o Reno ainda fluíam para o norte. Em uma segunda inundação, cerca de 225.000 anos atrás, o rio Meuse e o Reno foram represados em um lago que rompeu catastroficamente através de uma barreira alta e fraca (talvez giz ou morena deixada pela camada de gelo). Ambas as inundações cortaram enormes canais no leito seco do Canal da Mancha, um pouco como a Channeled Scabland ou o Rio Wabash nos EUA. Uma atualização adicional de 2017 atribuiu uma série de buracos subaquáticos descritos anteriormente no piso do Canal, com "100 metros de profundidade" e em locais com "vários quilômetros de diâmetro", à água do lago que mergulha sobre uma cordilheira causando depressões isoladas ou piscinas de imersão. O derretimento do gelo e a subida do nível do mar submergiram Doggerland, uma massa de terra que ligava a Grã-Bretanha à França entre 6.500 e 6.200 a.C.
O estreito de Lobourg, uma das principais características do fundo do mar, corre sua barra de 6 km de largura em um eixo nordeste-sudoeste. Mais perto da costa francesa do que da costa inglesa, corre ao longo dos bancos de areia de Varne, onde mergulha a 68 m (223 pés) no seu mais profundo, e ao longo do vizinho sudeste deste último, o banco "Colbart", com uma profundidade máxima de 62 m (203 pés).

## Vida marinha

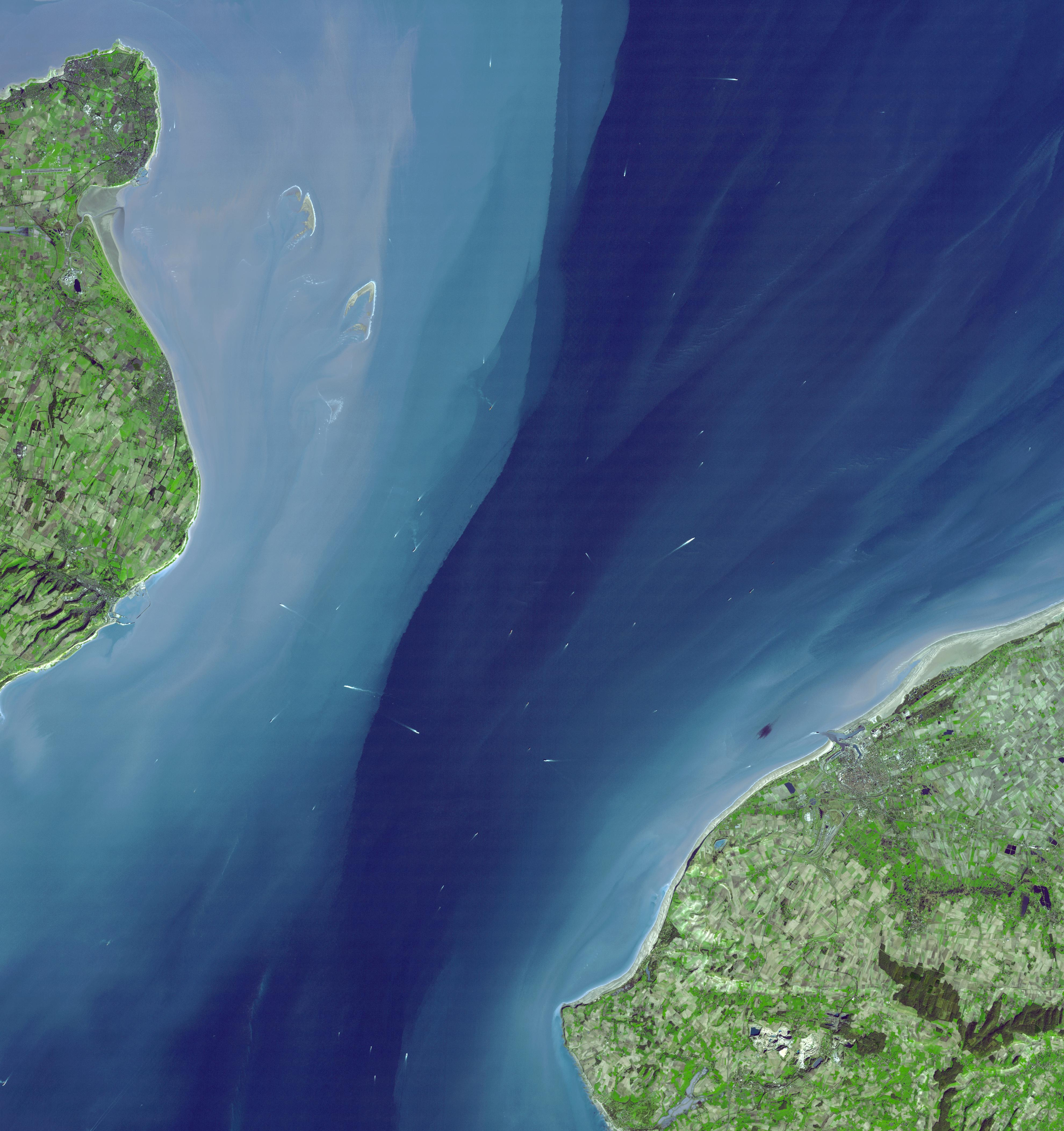
Imagem de satélite da NASA Terra, março de 2001.

A profundidade submarina do estreito varia entre 68 m (223 pés) no estreito de Lobourg e 20 m (66 pés) nas margens mais altas. Apresenta uma sucessão de áreas rochosas relativamente desertas por navios que desejam poupar suas redes e de planícies arenosas e dunas subaquáticas. As fortes correntes do canal abrandam em torno das áreas rochosas do estreito, com formação de contracorrentes e zonas mais calmas, onde muitas espécies podem encontrar abrigo. Nestas zonas mais calmas, a água é mais clara do que no resto do estreito. Assim, as algas podem crescer apesar da profundidade média de 46 m (151 pés) e ajudar a aumentar a diversidade das espécies locais, algumas das quais são endêmicas no estreito. Além disso, esta é uma zona de transição para as espécies do Oceano Atlântico e as da parte sul do Mar do Norte.
Essa mistura de vários ambientes promove uma grande variedade de vida selvagem.
O Ridens de Boulogne, um terreno rochoso de 10 a 20 metros de profundidade, parcialmente coberto de areia, localizado a 28 km a oeste de Boulogne, possui a maior produção de maerl do mundo no estreito.
Uma área de 682 km2 do estreito é classificada como uma zona de proteção Rede Natura 2000 listada sob o nome Ridens et dunes hydrauliques du Pas de Calais (Ridens e dunas subaquáticas do Estreito de Dôver). Esta área inclui as dunas subaquáticas de Varne, Colbart, Vergoyer e Bassurelle, o Ridens de Boulogne e o canal Lobourg, que fornece águas mais calmas e claras devido à sua profundidade atingindo 68 m (223 pés).

## Travessias incomuns
Muitas travessias além das embarcações convencionais foram tentadas, incluindo pedalinho, propulsor a jato, banheira, veículo anfíbio e mais comumente nadando. A lei francesa proíbe muitos deles, enquanto que a lei inglesa não, então a maioria dessas travessias tem origem na Inglaterra.

## Gelo
No final do século XVII, durante a "Pequena Era do Gelo", houve relatos de gelo severo no inverno no Canal da Mancha e no Estreito de Dôver, incluindo um caso em 1684 de apenas uma légua de mar aberto entre Dôver e Calais.